# Vasco Anes Corte Real (III)
Vasco Anes Corte-Real (Lisboa?, c. 1530 — Lisboa, novembro de 1581), terceiro do nome, foi um membro da família Corte-Real que exerceu os cargos de capitão do donatário em Angra e na ilha de São Jorge, em ambos os casos desde 1577 até falecer em 1581.

## Biografia
Numa fase em que a família Corte-Real já se tinha fixado na capital fazendo-se representar na capitania pelos seus ouvidores, nasceu muito provavelmente em Lisboa, filho de Manuel Corte-Real, que viria a ser o 3.º capitão do donatário em Angra, e de sua esposa, a dama espanhola D. Beatriz de Mendoza, filha de Iñigo López de Mendoza e de Maria Bazán, dama da rainha D. Catarina, filha do 2.º visconde de Palacios de Valduerna. Associava assim na sua ascendência a família Corte-Real às ilustres famílias espanholas de Mendoza e de Bazán. Era irmão do humanista, poeta e pintor Jerónimo Corte-Real, senhor do morgado da herdade de Vale da Palma, em Nossa Senhora de Machede, concelho de Évora. 
Foi moço fidalgo da casa de D. João III, com 1$000 réis de moradia por mês. Como primogénito, sucedeu a seu pai, Manuel Corte Real, nas capitanias de Angra e ilha de São Jorge, das quais foi 4.º capitão-do-donatário, cargos para os quais foi confirmado por carta de 28 de novembro de 1578.
Herdeiro dos exploradores do Atlântico noroeste, os irmãos Gaspar e Miguel Corte-Real, foi também confirmado no senhoriado da Terra Nova, por carta de 26 de maio de 1579 e há dúvidas se teria ou não enviado navios para procurarem a passagem a noroeste da América, cerca de 1574.
Casou com D. Catarina da Silva (ou Coutinho, ou Mascarenhas), filha de D. João de Mascarenhas, capitão de ginetes dos reis D. Manuel e D. João III. Deste casamento nasceu um filho, Manuel Corte-Real, e três filhas. Manuel Corte-Real, o herdeiro presumptivo das capitanias foi morto na batalha de Alcácer-Quibir, em 1578, o que extinguiu a linha varonil da família. Nestas circuntâncias, a falta de um filho legítimo masculino não permitia assegurar a sucessão nas capitanias de Angra e São Jorge, cuja sucessão estava sujeita à «lei mental». Contudo, Vasco Anes Corte-Real conseguiu do cardeal-rei D. Henrique uma especial autorização, emitida por alvará de 14 de agosto de 1579, que permitiria que a filha mais velha do capitão, D. Margarida Corte Real, o sucedesse como 5.º capitão do donatário em ambas as capitanias, desde que aceitasse casar com quem el-rei escolhesse e que o escolhido adoptasse o apelido de Corte-Real.
Quando em novembro de 1581 faleceu Vasco Anes Corte-Real, a situação política era crítica, pois em 25 de julho desse ano de 1581 ocorrera a batalha da Salga, estando a ilha Terceira governada pelos partidários de D. António, Prior do Crato, recusando obediência ao rei Filipe II de Espanha, que em Lisboa já era obedecido como rei de Portugal. Estas especiais circunstância aconselhavam uma particular cautela na sucessão das capitanias, colocando a ilha Terceira no centro das preocupações reais. Como nos termos do alvará o casamento da herdeira das capitanias carecia de decisão real, Filipe II optou por casar Margarida Corte-Real com o seu principal valido em Portugal, o futuro vice-rei de Portugal, Cristóvão de Moura, 1.º conde de Castelo Rodrigo, depois 1.º marquês de Castelo Rodrigo. Com esta decisão colocava a capitania da ilha rebelde nas mãos de um dos seu mais fiéis apoiantes.
O casamento foi celebrado em Lisboa a 18 de dezembro de 1581, tendo no acto o noivo, como previsto no alvará autorizador, adoptado o apelido Corte-Real, passando a denominar-se Cristóvão de Moura Corte-Real. Cristóvão de Moura Corte-Real foi nomeado para o governo das capitanias de sua mulher por carta régia de 27 de junho de 1582. Por carta régia datada de 14 de agosto de 1482, foi também nomeado capitão do donatário na capitania da Praia, que há alguns anos andava vaga, unificando assim a ilha Terceira sob um único capitão do donatário. Apesar destas nomeações, apenas entrou na sua posse efectiva das capitanias após a rendição e saque de Angra pelas tropas de Filipe II, evento que teve lugar entre 27 e 29 de julho de 1583, na sequência do desembarque da Baía das Mós.

## Relações familiares
Foi filho de Manuel Corte Real (1510-1581) e de D. Beatriz de Mendoza (1515-?). Casou com D. Catarina da Silva (1530 -?), de quem teve:
1. Manuel Corte-Real, que morreu solteiro na batalha de Alcácer-Quibir em 1578.
2. Margarida Côrte-Real (1547-1610), 5.º capitão-do-donatário em Angra e São Jorge, que casou com D. Cristóvão de Moura, 1.º marquês de Castelo Rodrigo, que em 1582 assumiu as capitanias.
3. Joana da Silva, que casou com D. Luís Coutinho, alcaide-mor do Castelo de Almourol.
4. Brites Côrte-Real, que casou com D. João de Azevedo, 15.º almirante de Portugal.

Filhos fora o casamento
1. Bernardo Corte-Real
2. Maria Corte-Real, freira no Convento da Esperança, em Lisboa.